# Thymoites caracasanus
Thymoites caracasanus är en spindelart som först beskrevs av Simon 1895.  Thymoites caracasanus ingår i släktet Thymoites och familjen klotspindlar. Inga underarter finns listade i Catalogue of Life.